# Cañón QF de 6 libras
Este artículo trata sobre el cañón antitanque y de tanque de la Segunda Guerra Mundial. Para el cañón naval de la década de 1880 y el cañón de tanque de 1916, véase Hotchkiss QF de 6 libras. Para el cañón de tanque de 1917, véase Hotchkiss QF de 6 libras 6 cwt.
El QF de 6 libras, o simplemente cañón de 6 libras, fue un cañón británico de 57 mm y su principal cañón antitanque a mediados de la Segunda Guerra Mundial, así como el armamento principal de una serie de vehículos blindados de combate. Fue empleado por primera vez en abril de 1942 en la campaña del norte de África, reemplazando rápidamente al QF de 2 libras como cañón antitanque y permitiendo que el QF de 25 libras retomase su papel de cañón de campaña. El Ejército de los Estados Unidos también adoptó al QF de 6 libras como su principal cañón antitanque, con la designación Cañón M1 57 mm.

## Desarrollo y producción

### Desarrollo

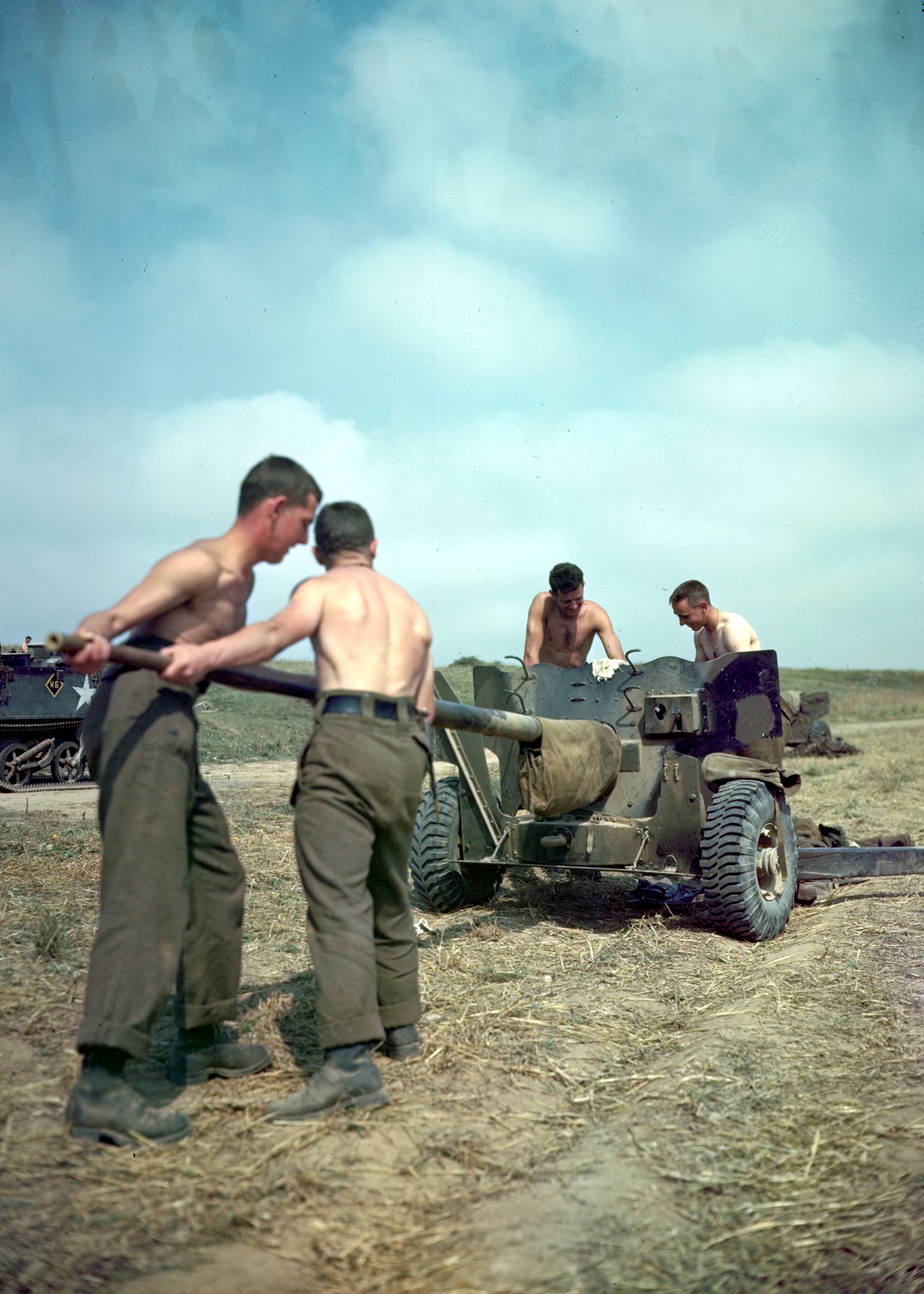
Artilleros canadienses limpiando el ánima de un QF de 6 libras.

Las limitaciones de los QF de 2 libras eran evidentes incluso desde su entrada en servicio, por lo que se hizo el esfuerzo de reemplazarlos con un arma mucho más capaz desde una fecha tan temprana como 1938. Se encargó su desarrollo al Arsenal de Woolwich. El calibre 57 mm fue elegido para el nuevo cañón. Cañones de este calibre habían sido empleados por la Royal Navy desde finales del siglo XIX, por lo que la maquinaria necesaria para su fabricación estaba disponible. El diseño fue terminado hacia 1940, pero el diseño del afuste no estuvo terminado hasta 1941.[cita requerida] La producción se retrasó aún más por la derrota en la Batalla de Francia. La pérdida de equipos y el prospecto de una invasión alemana hizo que sea una tarea urgente reequipar al Ejército con armas antitanque, por lo que se tomó la decisión de continuar la producción del QF de 2 libras, evitando el periodo de adaptación a la producción, así como el re-entrenamiento y acostumbramiento con el nuevo cañón. Se estimó que 100 QF de 6 libras desplazarían la producción de 600 QF de 2 libras.
Esto tuvo el efecto de retrasar la producción del QF de 6 libras hasta noviembre de 1941 y su entrada en servicio hasta mayo de 1942.
Al contrario que el QF de 2 libras, el nuevo cañón estaba montado sobre un afuste convencional de dos ruedas y cola dividida. La primera variante de serie, el Mk II, se distinguía del Mk I de preproducción por tener una caña L/43 más corta debido a la escasez de tornos adecuados. El subsecuente Mk IV fue equipado con una caña L/50, con freno de boca. Se suministraron escudos laterales opcionales para ofrecer una mejor protección a los artilleros, pero aparentemente rara vez se usaban.
El QF de 6 libras fue utilizado donde era posible reemplazar al QF de 2 libras de los tanques británicos de la época, teniendo que modificar las torretas hasta la introducción de nuevos tanques con torretas que puedan montar al QF de 6 libras. Los tanques Churchill Mark III y IV, Valentine Mark IX y Crusader Mark III entraron en servicio durante 1942. Tanto el Valentine como el Crusader tuvieron que retirar a un tripulante de la torreta. Los tanques diseñados desde el inicio para montar el QF de 6 libras fueron el problemático Cavalier y los Cromwell y Centaur. Cuando el Cromwell entró en combate en 1944, sin embargo fue armado con el QF 75 mm, que era un rediseño del QF de 6 libras para poder emplear munición estadounidense de 75 mm. El QF de 6 libras también fue instalado a bordo del automóvil blindado AEC Mark II.
Aunque el QF de 6 libras fue mantenido como un cañón medianamente competente durante la guerra, el Ejército inició el desarrollo de un cañón más potente en 1942. Su meta era producir un cañón con las mismas dimensiones generales y peso del QF de 6 libras, pero con un mejor desempeño. El primer intento fue un cañón de 8 libras con una caña de 59 calibres, pero esta versión demostró ser demasiado pesada para ser empleada en el mismo papel del QF de 6 libras. Se hizo un segundo intento con una caña de 48 calibres, pero esto demostró tener un desempeño marginalmente mejor que el del QF de 6 libras. El programa fue cancelado en enero de 1943.
En cambio, el QF de 6 libras fue seguido en producción y servicio por el cañón antitanque británico de nueva generación, el QF de 17 libras, que entró en servicio a partir de febrero de 1943. Siendo un cañón más pequeño y maniobrable, el QF de 6 libras continuó siendo empleado por el Ejército británico no solo durante la Segunda Guerra Mundial, sino también por unos 20 años después de la guerra.
Se desarrolló un adaptador de ánima cónica de 57/42,6 mm para el cañón, pero nunca fue adoptado.
Además de en el Reino Unido, el cañón fue producido en Canadá.
La Combined Ordnance Factories (COFAC) de Sudáfrica produjo 300 unidades.

### Producción estadounidense
| Año                | 1942  | 1943  | 1944  | 1945  | Total  |
| Cantidad producida | 3.877 | 5.856 | 3.902 | 2.002 | 15.637 |

La idea de fabricar el QF de 6 libras en Estados Unidos fue expresada por el Cuerpo de Intendencia del Ejército de los Estados Unidos en febrero de 1941. En aquel entonces el Ejército estadounidense todavía prefería el Cañón M3 37 mm y la producción solamente fue planificada para el Lend-Lease. La versión estadounidense, clasificada como estándar sustituto con la designación Cañón M1 57 mm, estaba basada en el QF de 6 libras Mk 2, del que se recibieron dos unidades desde el Reino Unido. Pero como había suficientes tornos disponibles, la caña larga podía producirse desde el inicio. La producción empezó a inicios de 1942 y continuó hasta 1945. La variante M1A1 empleaba ruedas y llantas estadounidenses "Combat". La M1A2 introdujo a partir de setiembre de 1942 la práctica británica de rotación libre, por ejemplo, los artilleros podían rotar el cañón empujando y jalando el cierre, en lugar de solo emplear el mecanismo de rotación.
Se desarrolló un afuste más estable, pero no fue introducido. Una vez que el cañón de 57 mm entró en servicio estadounidense, se introdujo un punto de remolque modificado (el M1A3), pero solo para empleo estadounidense.
Casi un tercio de la producción fue suministrada al Reino Unido.
Al igual que el Ejército británico, el Ejército estadounidense también experimentó con un adaptador de ánima cónica (T10 57/40 mm), pero el programa fue abandonado.
El diseño y producción de proyectiles estadounidenses se habían quedado atrasados una vez que el cañón fue aceptado para servicio, por lo que al inicio solamente estaban disponibles proyectiles antiblindaje. El proyectil de alto poder explosivo no estuvo disponible hasta después de los desembarcos de Normandía y se compraron lotes de munición británica para suplir su ausencia.

## Historial de combate

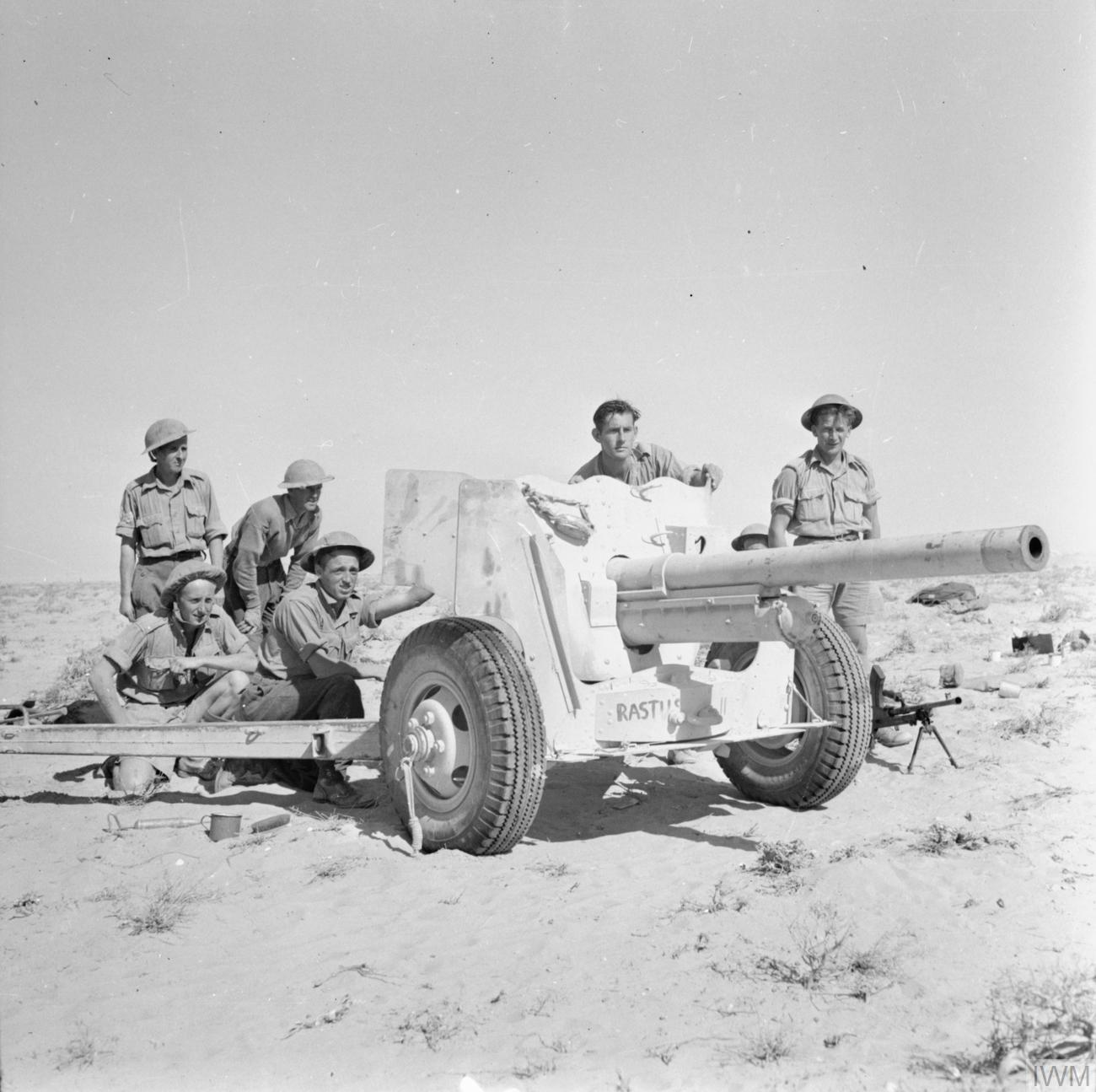
Un QF de 6 libras y sus artilleros en acción en el Desierto occidental, noviembre de 1942.

### En servicio británico

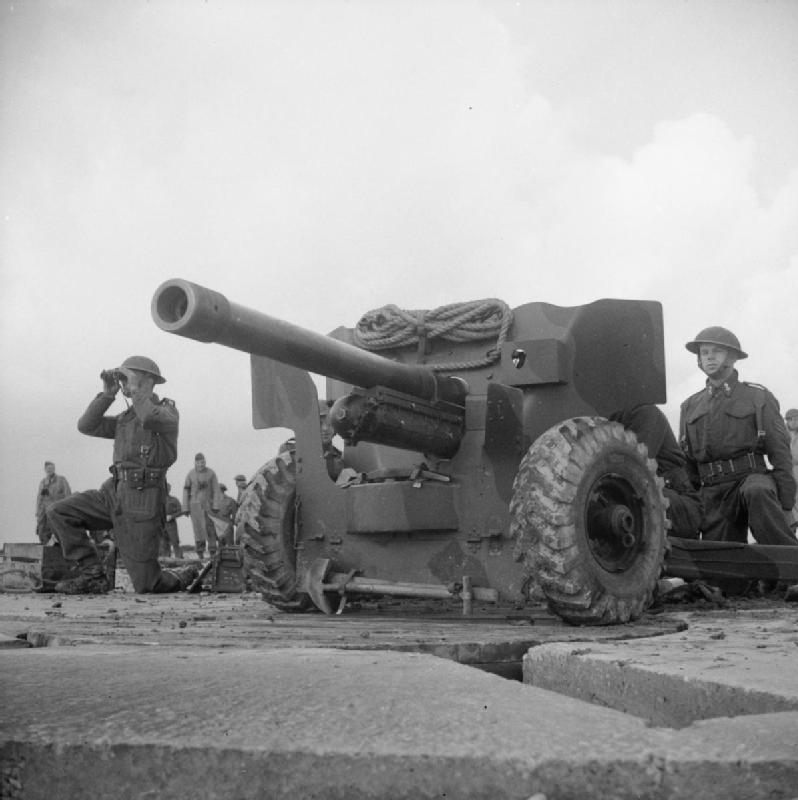
Un cañón del 86.º Regimiento Antitanque se apresta a disparar durante una práctica de tiro en los polígonos de la Royal Artillery, septiembre de 1942.

Los QF de 6 libras (y el M1 57 mm de fabricación estadounidense, del cual se recibieron 4.242 unidades) fueron inicialmente suministrados a los regimientos antitanque de la Royal Artillery de las divisiones blindadas y de Infantería de los frentes occidentales (4 baterías con 12 cañones cada una), posteriormente durante la guerra a los pelotones antitanque de 6 cañones de los batallones de Infantería. Un batallón aerotransportado tenía una compañía antiaérea/antitanque, con dos pelotones de 4 cañones). Los frentes del Lejano Oriente tenían una menor prioridad y distinta organización, reflejando una menor amenaza por parte de tanques. El cañón también fue empleado por las fuerzas de la Commonwealth, en formaciones similares a las británicas.
Inicialmente la munición antitanque era un proyectil antiblindaje básico, pero para enero de 1943 se suministraron un proyectil APC y un APCBC. Además se produjo un proyectil de alto poder explosivo, por lo que el cañón también podía emplearse contra blancos sin blindaje.
El QF de 6 libras entró en combate por primera vez en mayo de 1942, en la batalla de Gazala. Tuvo un impacto inmediato en el campo de batalla, al ser capaz de eliminar cualquier tanque enemigo en servicio en aquel entonces. En la acción más importante, los QF de 6 libras del 2º Batallón de la Brigada de Fusileros (con una parte de la Batería Antitanque 239 de la Royal Artillery bajo su mando), destruyeron más de 15 tanques enemigos en el Puesto Snipe durante la segunda batalla de El Alamein. Sin embargo, durante el año siguiente los alemanes introdujeron tanques más pesados en servicio, principalmente el Tiger I y el Panther. El proyectil estándar del QF de 6 libras era ineficaz contra el blindaje frontal a cualquier distancia, pero demostró ser efectivo contra los menos blindados flancos y parte posterior. Un QF de 6 libras fue el cañón que puso fuera de combate al primer Tiger I en el norte de África; su proyectil trabó la torreta del tanque. La situación mejoró en cierto modo con el desarrollo de munición más avanzada, como el proyectil APCR y el proyectil subcalibre APDS, que estuvo disponible a partir de 1944 y lo hizo efectivo al enfrentarse frontalmente a los tanques Tiger I y Panther.
El primer tanque que entró en combate armado con el QF de 6 libras fue el Churchill Mk III, en la desastrosa batalla de Dieppe de agosto de 1942. Luego fueron desplegados en el norte de África y en octubre 8 combatieron en El Alamein. Un tanque Churchill armado con el QF de 6 libras fue el primer tanque occidental que dejó fuera de combate a un Tiger I durante un combate de tanques en abril de 1943.
En los regimientos de la Royal Artillery, a partir de 1943 a los QF de 6 libras se les unieron los QF de 17 libras, pero en las unidades de Infantería quedó como el único cañón antitanque en servicio hasta 1951, cuando fue finalmente declarado obsoleto y reemplazado por el QF de 17 libras en el Ejército británico del Rin.

### Cañón Molins

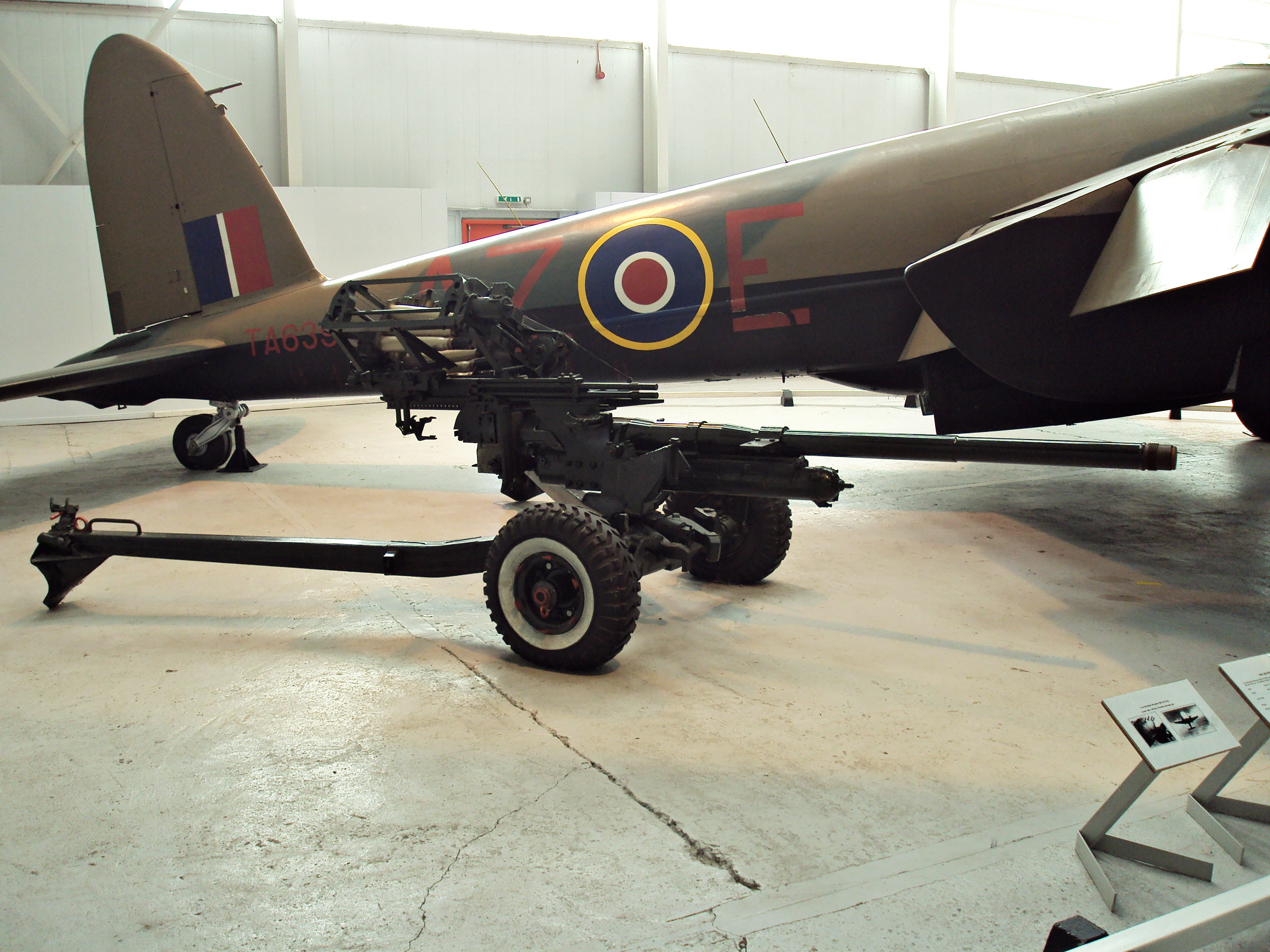
El Molins del Museo de la RAF de Cosford.

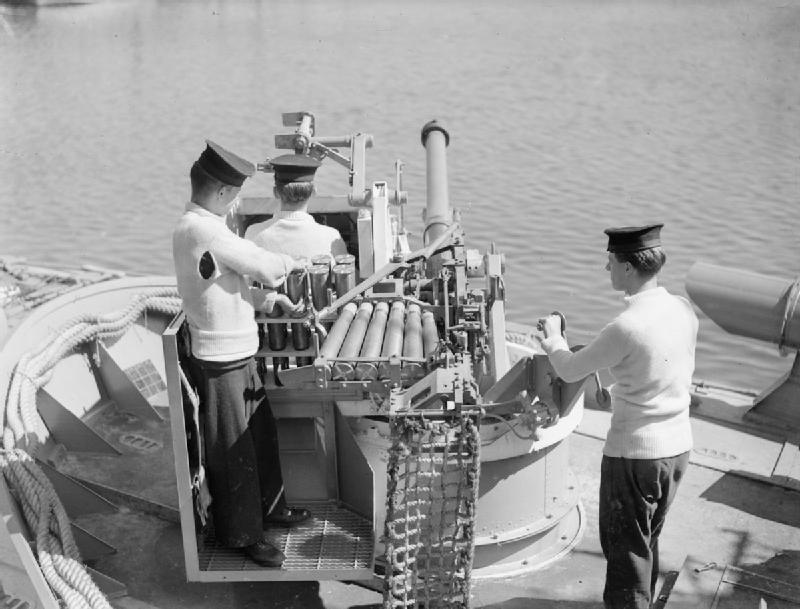
Cañón con cargador automático Molins a bordo de una lancha torpedera Fairmile D de la Royal Navy, Segunda Guerra Mundial II.

La Royal Navy hizo un amplio uso del QF de 6 libras a bordo de lanchas torpederas durante la Segunda Guerra Mundial (especialmente la Fairmile D). El cañón estaba montado sobre un afuste motorizado de accionamiento hidráulico y equipado con el sistema motorizado de recarga Molins, permitiéndole disparar una ráfaga de 6 proyectiles con una cadencia de 1 proyectil por segundo. Todos los cañones eran del primer modelo con caña corta (43 calibres), disparando solamente proyectiles de alto poder explosivo con velocidades de boca más bajas que las de los proyectiles antiblindaje, debido al empleo de una carga propulsora sin llamarada para operaciones nocturnas. Su designación naval era QF de 6 libras Mk IIA; se fabricaron unos 600 cañones de este tipo.
El cañón Molins también fue desplegado por corto tiempo a bordo de algunos aviones Mosquito de la RAF, que eran llamados "Tsetse" (la mordedura de la mosca tsetsé es más dolorosa que la de un mosquito). Oficialmente designado como QF de 6 libras Clase M Mark I con Cargador Automático Mk III, estaba basado en el cañón de caña larga (50 calibres). Era totalmente automático, con una cadencia de 55 proyectiles por minuto y un suministro de 21 proyectiles. Fue ideado para emplearse contra los U-boot y podía penetrar sus cascos incluso a través de 60 cm (2 pies) de agua. Fue reemplazado por el más versátil pero menos preciso cohete RP-3 cuando estuvo disponible en 1943.

### En servicio estadounidense

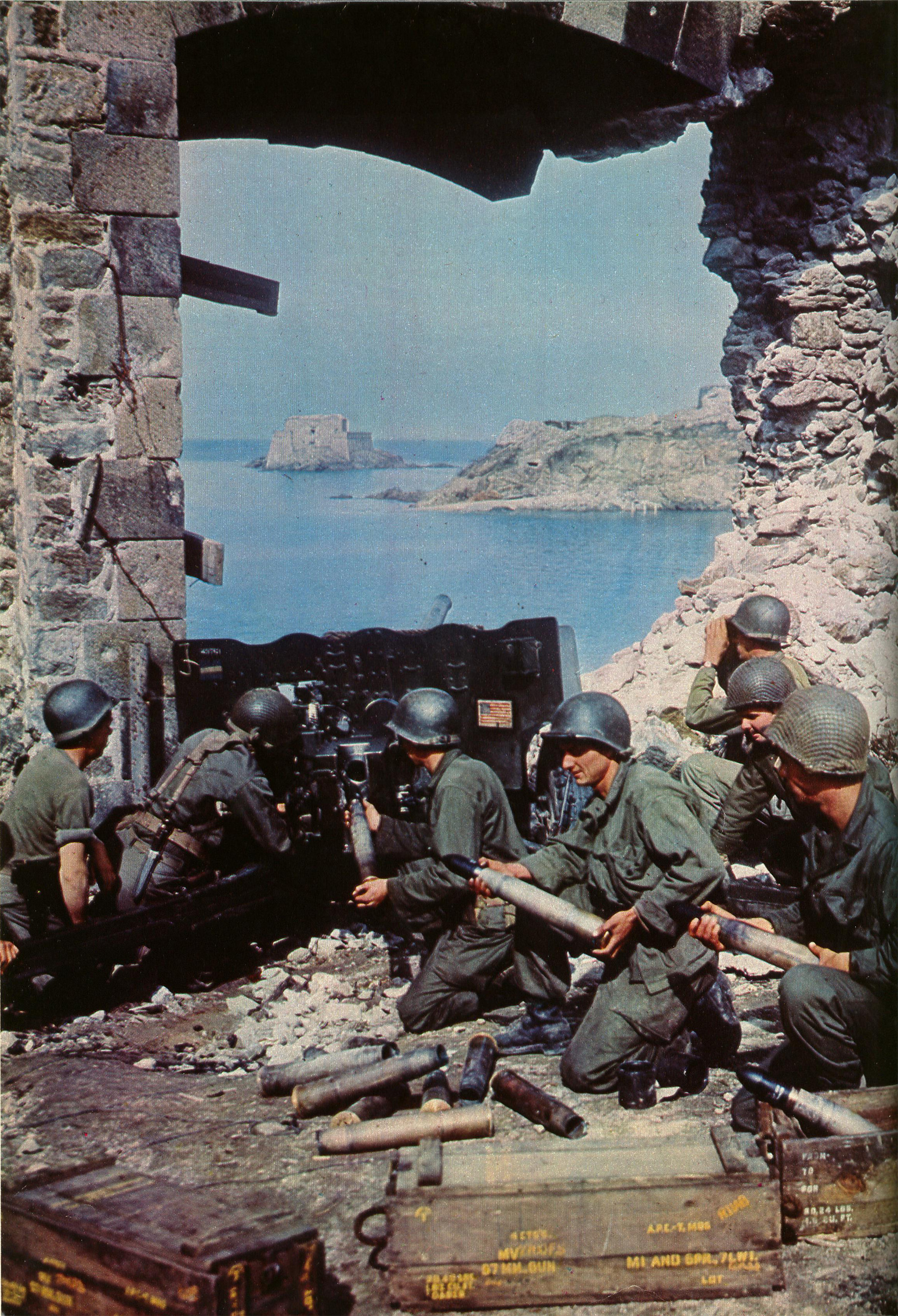
Un cañón M1 57 mm disparando contra un búnker alemán cerca de Saint-Malo, Bretaña.

En la primavera de 1943, tras su experiencia en la campaña del norte de África, la Infantería estadounidense reconoció la necesidad de desplegar un cañón antitanque más pesado que el M3 37 mm. Según la Tabla de Organización y Pertrechos del 26 de mayo de 1943, la compañía antitanque de un regimiento incluía 9 cañones de 57 mm y cada batallón tenía un pelotón antitanque con 3 cañones, dando un total de 18 cañones por regimiento. Camiones WC-62/WC-63 6x6 de 1½ tonelada eran suministrados como tractores de artillería en lugar del camión de 3/4 de tonelada que empleaba su predecesor de 37 mm.
La introducción se hizo a pesar de las objeciones del Comité de Infantería del Ejército de los Estados Unidos, que creía que era demasiado pesado. Por otro lado, el Comité de Armamento creía que se debía introducir un cañón más potente; la Caballería y las unidades aerotransportadas lo rechazaron.
Para mediados de 1944, el M1 era el cañón antitanque estándar de la Infantería estadounidense en el Frente Occidental y sobrepasó en cantidad al M3 en la Campaña de Italia.
Debido a su inesperada entrada en servicio, el único tipo de munición que se producía en Estados Unidos para mediados de 1943 eran proyectiles antiblindaje. Solo después de la Campaña de Normandía el proyectil de alto poder explosivo llegó al campo de batalla (a veces las unidades estadounidenses podían obtener una limitada cantidad de proyectiles de alto poder explosivo del Ejército británico) y el bote de metralla no estuvo disponible en grandes cantidades hasta el final de la guerra. Esto limitó la eficiencia del cañón en el papel de apoyo a la Infantería. Además, Estados Unidos nunca desarrollo proyectiles APCR o APDS. La producción de botes de metralla no empezó hasta inicios de 1945 y tuvieron un uso limitado. Algunos lotes de munición británica APDS fueron suministrados a las unidades estadounidenses.
El Comando Aerotransportado rechazó al M1 57 mm en el verano de 1943 afirmando que no era apto para transportarse en planeador debido a su peso y en la Tabla de Organización y Pertrechos de febrero de 1944 aún había divisiones aerotransportadas que conservaban sus cañones de 37 mm. Sin embargo, la 82.ª División Aerotransportada y la 101.ª División Aerotransportada fueron reequipadas con cañones QF de 6 libras montados sobre el afuste estrecho Mk III diseñado para transporte en planeador -24 en un batallón antiaéreo y 9 en un regimiento de Infantería Planeadorista- a fin de desplegarse en Normandía. El QF de 6 libras sobre afuste Mk III fue nuevamente empleado por la Compañía Antitanque 442 como parte de la fuerza invasora en planeador asignada en aquel entonces al 517º Regimiento de Infantería Paracaidista de la Primera Fuerza de Tarea Aerotransportada, durante la Operación Dragoon; la invasión del sur de Francia. En consecuencia, los cañones fueron oficialmente introducidos en la Tabla de Organización y Pertrechos a partir de diciembre de 1944. Según ésta, una división estaba equipada con 50 cañones: 8 en la artillería de división, 24 en un batallón antiaéreo y 18 en un regimiento de Infantería Planeadorista; los regimientos de Infantería Paracaidista carecían de cañones antitanque. Los cañones británicos eran simplemente mencionados como cañones de 57 mm.

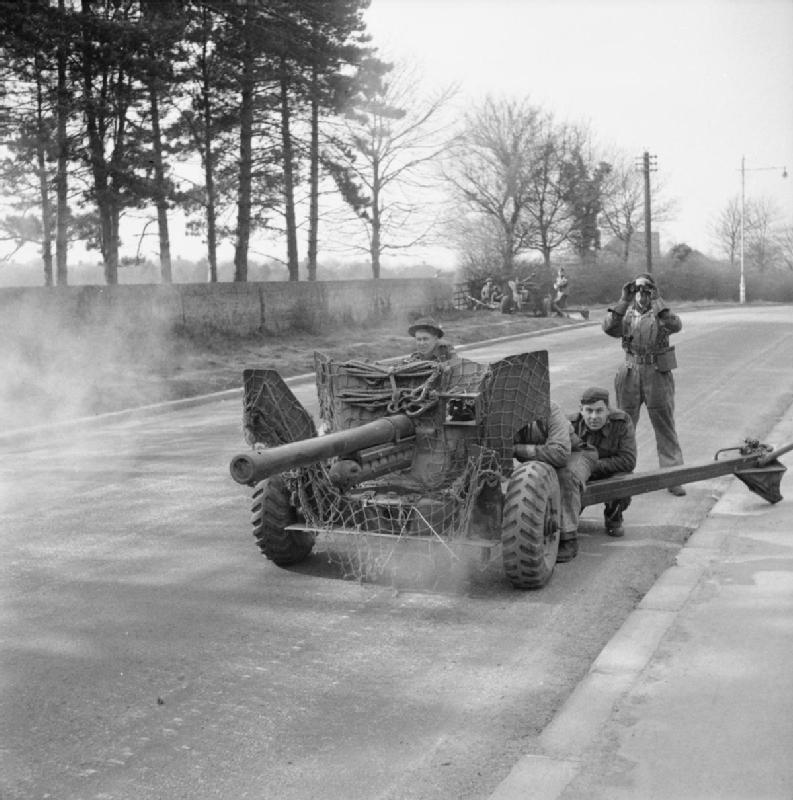
Soldados canadienses disparan un QF de 6 libras durante el Ejercicio Spartan, 9 de marzo de 1943.

En la lucha tras los desembarcos de Normandía, fueron empleados por los paracaidistas contra tanques alemanes cerca de Sainte-Mère-Église y Carentan.
Sin embargo, se encontraron pocos tanques y fueron principalmente empleados para apoyo, lo cual agudizó la escasez de proyectiles de alto poder explosivo. A partir de julio, las unidades antitanque estadounidenses se enfrentaron al tanque Panther, que solo era vulnerable al cañón de 57 mm en los flancos. Los cañones antitanque remolcados eran menos efectivos en el bocage, donde la movilidad era reducida, pero cuando los alemanes pasaron a la ofensiva en agosto fueron efectivos en la defensa con ayuda de la Infantería. Hacia el final de la guerra, las unidades antitanque con cañones remolcados eran poco apreciadas por su falta de movilidad en comparación con los cañones autopropulsados y el cañón de 57 mm fue empleado por batallones de Infantería. Pero con pocos tanques a los cuales enfrentarse, algunas unidades que debían ser equipadas con el cañón de 57 mm fueron desplegadas como compañías de cañones sin retroceso o solamente equipadas con bazucas.

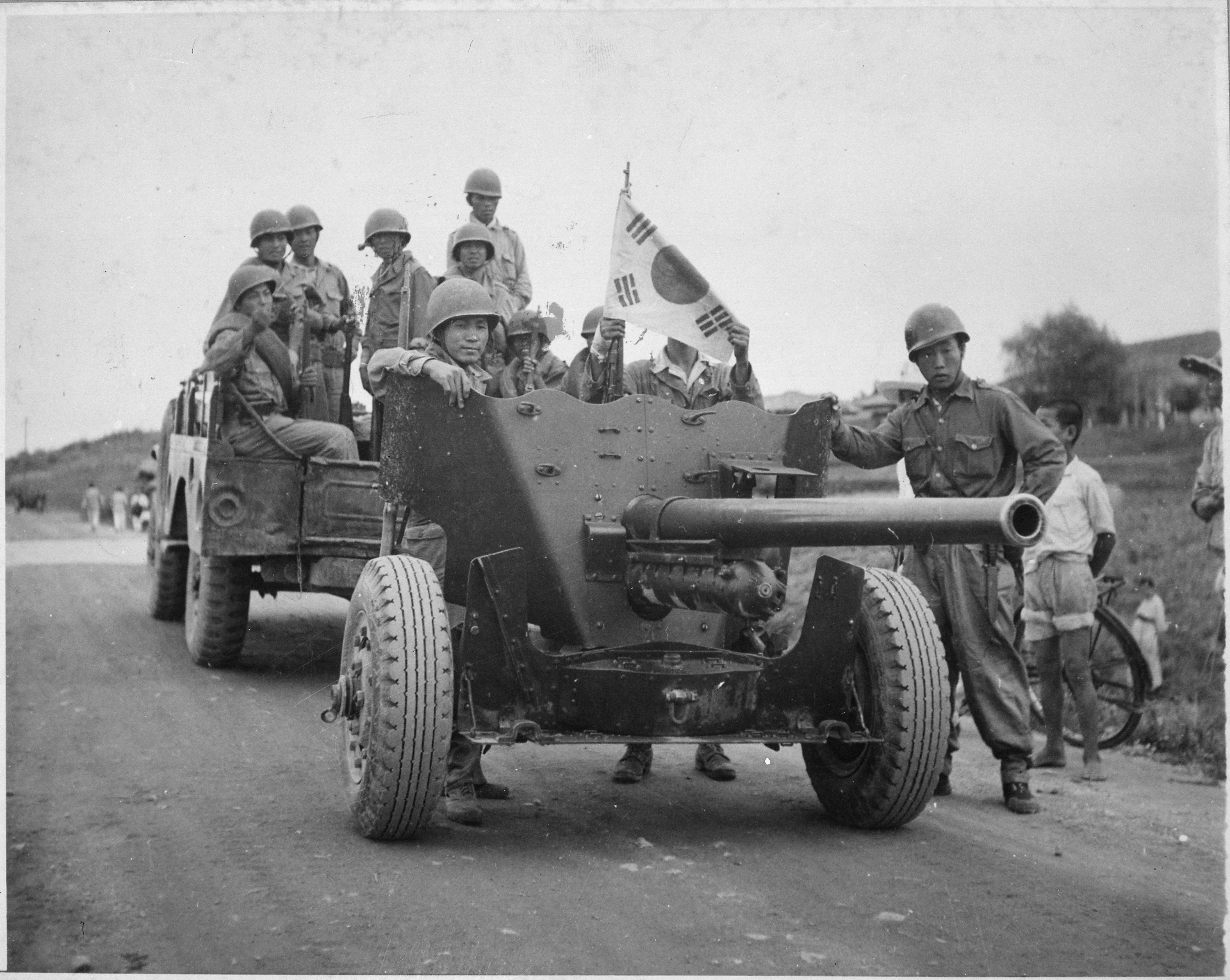
Un M1 57 mm empleado por el Ejército surcoreano durante la Guerra de Corea.

El M1 57 mm fue retirado de servicio en Estados Unidos al poco tiempo de terminada la guerra.

### Otros usuarios
Además de haber sido empleado por fuerzas estadounidenses, británicas y de la Commonwealth, el M1 fue suministrado a través del programa Lend-Lease a la Francia Libre (653), la Unión Soviética (400) y Brasil (57).
Las Fuerzas de Defensa de Israel emplearon el QF de 6 libras durante la década de 1950 en batallones antitanque de brigada y pelotones antitanque de batallón (los segundos fueron disueltos en 1953). A fines de 1955, las Fuerzas de Defensa de Israel poseían 157 cañones y se compraron 100 más a los Países Bajos en 1956, demasiado tarde para entrar en servicio antes de la Crisis de Suez. Algunos de estos cañones son descritos como "cañones de 57 mm, casi idénticos a los QF de 6 libras y que disparan la misma munición", por lo que aparentemente son cañones M1 estadounidenses.
El cañón también fue empleado por el Ejército pakistaní; pueden verse numerosos ejemplares como "guardianes de puerta" fuera de bases del ejército en Pakistán.
El Ejército de Irlanda compró 6 QF de 6 libras a finales de la década de 1940.

## Empleo en la actualidad
El cañón estadounidense M1 57 mm es popular entre los artilleros modernos, ya que hay un suministro relativamente bueno de vainas y proyectiles.
También se ha reportado que el cañón aún está en servicio en algunos países sudamericanos, así como en emplazamientos de defensa costera de guarniciones insulares del Ejército de la República de China.

## Variantes
- Mk 1: versión de producción limitada con caña L/50 .
- Mk 2: primera versión de serie. Se adoptó la caña corta L/43 debido a la escasez de tornos adecuados para su fabricación.
- Mk 3: versión para tanque del Mk 2.
- Mk 4: con caña L/50 y freno de boca de un solo tabique.
- Mk 5: versión para tanque del Mk 4.
- Cañón Molins Clase M: Un QF de 6 libras equipado con un cargador automático construido por la compañía Molins, fabricante de máquinas para armar cigarrillos. Fue montado a bordo de lanchas torpederas de la Royal Navy y de aviones Mosquito de la Royal Air Force, que eran llamados "Tsetsé". Los reportes sobre su empleo en cantidades limitadas a bordo de destructores de escolta Clase V y W de la Royal Navy montados en una batería doble, parecen ser una confusión con el cañón costero QF de 6 libras 10 cwt.
- Cañón M1 57 mm: versión de fabricación estadounidense; a pesar de estar basada en el Mk 2, tenía la caña "original" L/50.

Afustes británicos:
- Mk 1
- Mk 1A: eje y ruedas distintos.
- Mk 2: diseño simplificado.
- Mk 3: modificado para su empleo por tropas aerotransportadas.

Afustes estadounidenses:
- M1
- M1A1: ruedas y llantas de diseño estadounidense
- M1A2 (1942): mecanismo de rotación mejorado, que permitía la rotación libre.
- M1A3 (1943): gancho de remolque modificado; la primera versión en ser adoptada por el Ejército estadounidense.
- M2 (1944): con una rueda de apoyo añadida al mástil derecho, manijas de los mástiles reubicadas y nueva caja de herramientas.
- M2A1 (1945): mecanismo de elevación mejorado.

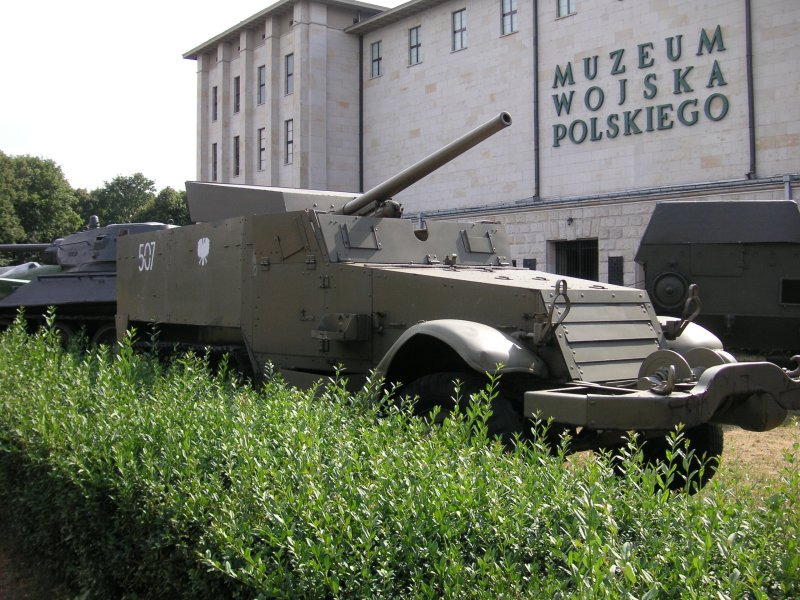
Un Cañón autopropulsado T48 57 mm delante del Museo del Ejército Polaco.

## Afustes autopropulsados
Las versiones para tanque del QF de 6 libras fueron empleadas a bordo del Crusader III, el Cavalier, los Centaur I y II, los Cromwell I al III, los Valentine VIII a X y los Churchill III y IV, así como también en el tanque canadiense Ram Mk II y el tanque ligero experimental estadounidense T7E2. El Deacon y el cañón autopropulsado experimental Alecto Mk II también iban armados con el QF de 6 libras. Otro vehículo experimental armado con el QF de 6 libras fue un cazacarros Firefly, basado en el automóvil de reconocimiento ligero Morris.
El único vehículo armado con el M1 57 mm producido en serie fue el cañón autopropulsado T48, basado en el semioruga M3 (también conocido por la designación soviética SU-57). La producción del T18 Boarhound fue detenida después de haberse construido 30 unidades. El proyecto de un cazacarros armado con el M1 - el Cañón autopropulsado T49 - fue cancelado después de la construcción de un solo prototipo. Igualmente, el Cañón autopropulsado T44 sobre ruedas, basado en el chasís de un camión Ford 4x4 de ¾ toneladas, fue cancelado tras unas breves pruebas.

## Munición
| Tipo                                                    | Modelo                   | Peso kg (lb)    | Carga explosiva | Velocidad de boca, m/s (cañones L/43) | Penetración a 100 m (cañones L/43) | Velocidad de boca, m/s (cañones L/50) | Penetración a 100 m (cañones L/50) |
| ------------------------------------------------------- | ------------------------ | --------------- | --------------- | ------------------------------------- | ---------------------------------- | ------------------------------------- | ---------------------------------- |
| Munición británica                                      |                          |                 |                 |                                       |                                    |                                       |                                    |
| AP                                                      | Shot, AP, Mks 1 to 7     | 2,86 (6.3)      | -               | 853                                   |                                    | 892                                   |                                    |
| APC (desde septiembre de 1942)                          | Shot, APC, Mk 8T         | 2,86 (6.3)      | -               | 846                                   | 94 mm                              | 884                                   | 88 mm                              |
| APCBC (desde enero de 1943)                             | Shot, APCBC, Mk 9T       | 3,23 (7.1)      | -               | 792                                   | 86 mm                              | 831                                   | 92 mm                              |
| Antiblindaje, compuesto, rígido (desde octubre de 1943) | Shot, APCR, Mk 1T        | 1,90 (4.2)      | -               |                                       |                                    | 1.082                                 |                                    |
| APDS (desde marzo de 1944)                              | Shot, APDS, Mk 1T        | 1,42 (3.1)      | -               | 1.151                                 | 130 mm                             | 1.219                                 | 142 mm                             |
| HE                                                      | Shell, HE, Mk 10T        | approx. 3 (6.6) |                 |                                       |                                    | 820                                   |                                    |
| Munición estadounidense                                 |                          |                 |                 |                                       |                                    |                                       |                                    |
| AP                                                      | AP Shot M70              | 2,85 (6.3)      | -               |                                       |                                    | 853                                   | 85 mm en un ángulo de 30°          |
| APCBC/HE                                                | APC Shot M86             | 3,30 (7.3)      | Dunnita, 34 g   |                                       |                                    | 823                                   | 81 mm en un ángulo de 30°          |
| HE (autorizado en marzo de 1944)                        | HE Shell T18 / M303      |                 |                 |                                       |                                    |                                       |                                    |
| Bote de metralla (en producción desde enero de 1945)    | Canister Shot T17 / M305 |                 |                 |                                       |                                    |                                       |                                    |

## Usuarios
- Imperio británico
- Brasil
- Canadá
- Corea del Sur
- Estados Unidos
- Francia
- Irlanda
- Israel
- Países Bajos
- Pakistán